# Ombréles

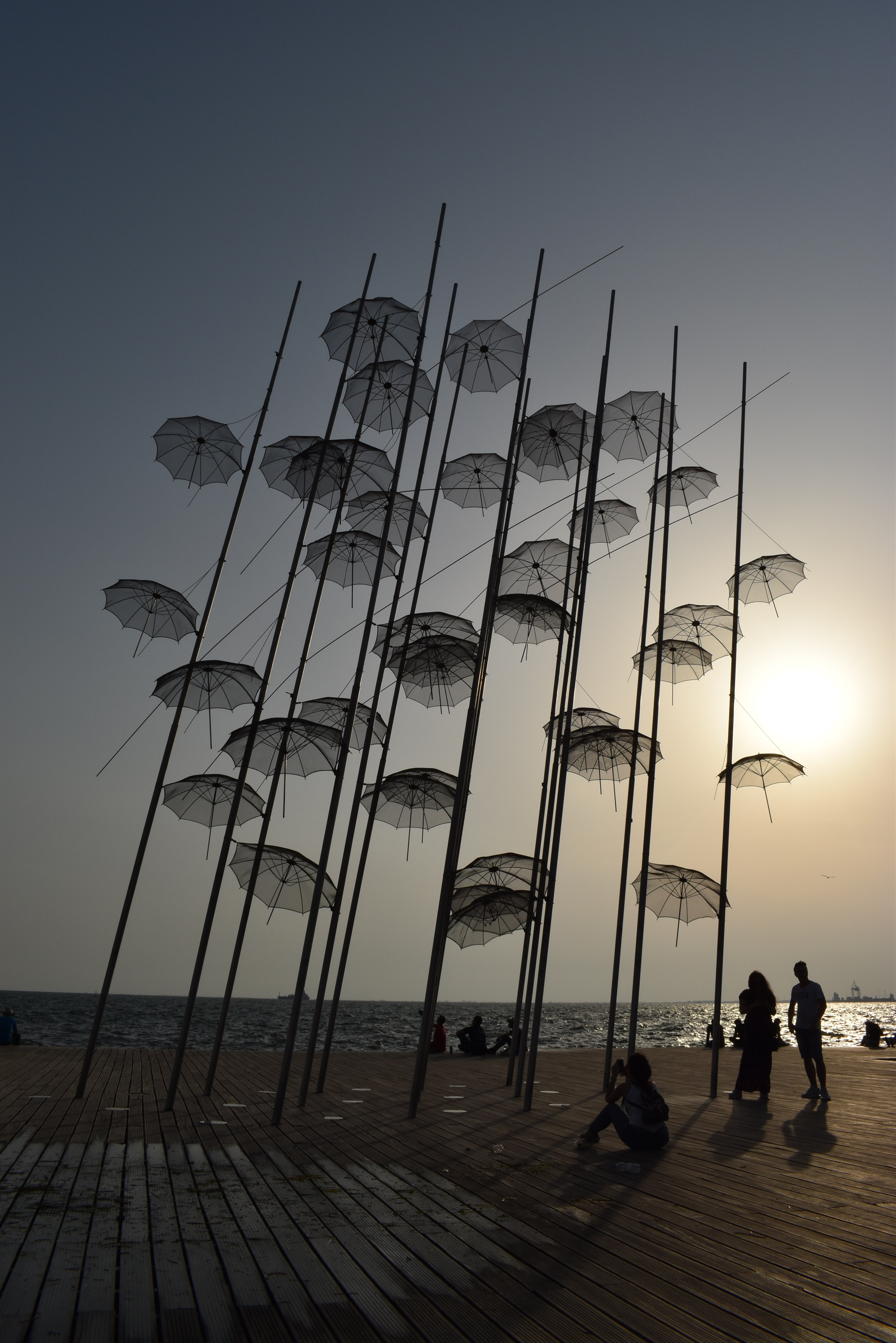
Die Installation bei Tage

Ombréles (griechisch Ομπρέλες, deutsch Schirme) des Künstlers George Zongolopoulos (1903–2004) ist eine Skulptur, die sich im öffentlichen Raum in Thessaloniki in Griechenland befindet. Das Schirmmotiv findet sich in weiteren Skulpturen des Künstlers wieder.

## Beschreibung
Die 13 Meter hohe Skulptur besteht aus schräg aufgestellten, vertikalen, rostfreien Stahlstangen, an denen in unterschiedlicher Höhe 40 aufgespannte transparente Schirme befestigt sind. Nach Einbruch der Dunkelheit wird die Skulptur aus verschiedenfarbigen Bodenscheinwerfern angestrahlt. Sie ist an der langen Uferpromenade von Nea Paralia an prominenter Stelle aufgestellt und wirkt durch ihre Größe sehr präsent. Sie wird bei Sonnenschein, bei Sonnenuntergang und in der Dunkelheit jeweils unterschiedlich, stets jedoch leicht, verspielt und heiter wahrgenommen. Nach einer Sanierung 2013 wurde die Konstruktion verstärkt, um auch starken Winden standzuhalten.

## Geschichte
Der Künstler verwendete das Schirmmotiv seit den 1980er Jahren. Spektakulär in Erscheinung trat er damit auf der 46. Biennale von Venedig (1995), als die Biennale ihr 100-jähriges Jubiläum feierte. 1997 fand die Skulptur einen neuen Standort in Thessaloniki, in jenem Jahr Kulturhauptstadt Europas, in der Nähe des Hotels Makedonia Palace. Nach einem Interimsstandort während der Neugestaltung von Nea Paralia kehrte die Skulptur zurück, aber etwas versetzt in Richtung Weißer Turm. Variationen der Schirm-Skulptur wurden vom Künstler im Athener Stadtteil Psychiko und am Strand von Marasi in der Nähe von Alexandria in Ägypten errichtet.

## Bedeutung
Die Schirme symbolisieren Schutz vor Naturphänomenen und sind im übertragenen Sinne auch als Ironisierung des „atomaren Schutzschilds“ interpretiert worden. Sie sind ein bei Einheimischen und Touristen beliebtes Fotomotiv und inzwischen emblematisch für  Thessaloniki.

## Sonstiges
In Thessaloniki befindet sich aus einer früheren Schaffensphase die Skulptur Cor-ten desselben Künstlers, die sich aber in Stil und Form deutlich von der Skulptur Schirme unterscheidet.